# 会議原則
会議原則（かいぎげんそく）は、永年にわたる経験則から会議を効率的・能率的に行うために形成された自然共通の原則とされる規則。

## 内容
議事公開の原則
会議は傍聴・議事内容の公刊などの方法によって公表し、会議録については閲覧や抄本の交付を認めるべきとする原則。日本では国会については日本国憲法第57条、地方議会については地方自治法第115条に規定がある。議事公開の原則の例外として秘密会がある。
議長の会議指導の原則
会議の主宰者たる議長は職務の遂行にあたり冷静かつ厳正公平で中立的でなければならないとする原則。
議員平等の原則
会議を構成する議員は新旧・性別・年齢・貧富・学歴・社会的地位・所属政党等を問わず法律上において平等であるとする原則。
定足数の原則
会議の開催には一定数以上の出席議員を必要とする原則。
一事件一議題の原則
会議において案件は一件ずつ議題として取り上げ審議すべきとする原則。複数の案件を同時に議題とすると混乱して秩序をもった審議ができなくなるためである。一事件一議題の原則の例外として一括審議がある。なお、修正案の審議の場合、修正案は本案なくして存在しえないことから修正案は当然に本案と同時に議題として取り上げられることになる。
討論交互の原則
議事手続上における討論においては感情論にエスカレートして議論の収拾が困難となる事態に陥ることを避けるため、原則として一人一回ずつで反対者と賛成者が交互になされなければならないとする原則。なお、ここでいう「討論」はある表決を要する議題となっている案件が表決に付される際にその前段階においてその案件に対して議員（委員）が賛成又は反対の意見を表明することを指すもので、一定の議題について意見を闘わせることを指す討議などとは異なる。
一事不再議の原則
会議では同一会期中においては同一の事件を再び取り上げて議題としないという原則。一事不再議の原則は会議が非能率となることを防ぐこと、同一事件可決後に否決されることとなれば朝令暮改のそしりを免れないこと、また、議会として2つの意思が存在することになり議会の権威の点からも好ましくはないと考えられている点から認められている原則である。例外として再議（日本では地方自治法第176条で地方自治体の長に認められている）と事情変更の原則がある。
発言自由の原則
議会は言論の府であり言論の自由を最も尊重すべきであるとする原則。国会議員の免責特権は発言自由の原則を保障するという観点から認められている。ただし、議員の発言は議長の議事整理権に服する。
過半数議決の原則
会議の表決においては原則として議員全体の半数以上の多数をもって決すべきとされる。民主主義の根幹をなす原則とされる。
可とするほうを諮る原則
会議の表決において議長は問題について可とするか（賛成するか）と諮らねばならないとする原則。賛成者先諮の原則ともいう。反対者を先に諮って起立少数となる場合には未だ態度不明で決めかねている議員もいることがありうる（可とすべき者が過半数とは限らない）ことから、表決時には可とするほうを諮ることが相応しいと考えられるために採用されている。
表決の更正を許さざる原則
会議において表決における意思表示の訂正を認めることは、事務の煩雑化や能率の低下を招くとともに、表決に誤りを生ずる原因となることから、表決の更正は認めないとする原則。
議長の表決権不行使の原則
会議の主宰者たる議長は中立公正な立場を守らなければならないとする原則。少なくとも日本においては国会の両院の議長は表決に加わらないものとされ（昭和53年衆議院先例集308、昭和53年参議院先例録59）、委員会の委員長も表決権を行使していない。帝国議会の議長も通常の表決には加わらないのが例とされていた。また、日本では地方公共団体の議会の議長も議長決裁権を行使しうる場合には議決に加わる権利を有しないとされている（地方自治法第116条第2項）。
現状維持の原則
会議の表決において可否同数となり議長決裁が行われる場合には現状維持的に行使されるべきであるとする原則。否決しておくことで再度審議の機会を与えることや現状打破の責任を公平の立場にあるべき議長が負うべきでない点に根拠を置いている。ただし、この原則については議長決裁権の本質について先述の議長は表決権を行使しないとする原則との関係をどのようにみるかをめぐって問題がある。日本の国会における議長決裁については日本国憲法第56条第2項に規定があるが、可否同数の場合には一定の政治的配慮が適当ではあるが、本項は議長決裁の消極的・現状維持的な行使を法的にも要求するものではないと解されている。上のように少なくとも日本においては国会の両院の議長は表決に加わらないものとされていることから、議長決裁権とは通常議長が行使しない表決権が可否同数の場合に議長決裁という形で行使されているものと解されている。このことから議長の決裁権がもともと自らの議員としての表決権であるとすれば、理論上はいずれにも自由に判断しうると解され、可否同数の場合には一定の政治的配慮が適当であるが最終的には議長の判断ないし責任に委ねたものと解されている。
会期不継続の原則
会議の各会期は独立しており前後の会期とは何ら関連をもたないという原則。議案は会期終了とともに廃案となり、次期の会期において同一の議案が提出されても一事不再議の原則には抵触しない。会期不継続の原則の例外として継続審議がある。
審査独立の原則
議案を委員会に付託する場合には条件を付すことができないとする原則。